# En piga bland pigor (film)
En piga bland pigor är en svensk dramakomedifilm från 1924 i regi av John W. Brunius. Som förlaga har man en fri tolkning av Ester Blenda Nordströms reportagebok En piga bland pigor som utgavs 1914.
Filmen premiärvisades den 24 mars 1924 på biograferna Odéon och Kronan i Göteborg. Filmen spelades in i Filmstaden Råsunda med exteriörer från Lärkstaden, Östra Station och Roslagsbanan i Stockholm samt gården Pilkrog i Södermanland av Hugo Edlund.

## Handling
Alice är förlovad med Sven, men hon är mer intresserad av att vara ute och dansa och roa sig, gärna med Faustino della Novarro. Sven blir upprörd av hennes beteende. De slår upp förlovningen och hon söker tjänst som piga på landet under namnet Lisa. 
Hon får plats på gården Taninge där hon bland annat får lära sig att mjölka, sköta hushåll och stiga upp om morgonen. Tidigare gick hon aldrig upp före klockan 12 om dagarna. 
Upplevelserna som piga förändrar henne. Hon uppvaktas på gården av drängen Agust, men vem finns egentligen i hennes hjärta?

## Roller i urval
- Magda Holm - Alice "Lisa" Helling
- Carlo Keil-Möller - Sven Bille, konstnär
- Margit Manstad - Karin Helling, Alices syster
- Ragnar Arvedson - Faustino della Novarro
- Georg Blomstedt - Per Olof Berg, Taningebonden
- Nils Lundell - Agust, fördräng på Taningegården
- Ella Lennartsson - Lotta, piga på Taningegården
- Ester Halling - Anna, piga på Taningegården
- Hugo Tranberg - Matts Stengårdh, skämttecknare
- Ingeborg Strandin - fru Berg, bondhustru
- Gustav Runsten - andredräng
- Rosa Tillman - gäst på dambjudeningen
- Mademoiselle Cahiers - gäst på dambjudeningen
- Nils Ohlin - dansant restauranggäst
- Jullan Jonsson - en mamma på tåget
- Dagmar Carlin